# Tornei di tennis femminili nel 1960
Prima della nascita del WTA Tour, ossia l'apertura alle tenniste professioniste dei tornei che prima di quell'anno erano riservati alle tenniste dilettanti, tutti gli eventi più importanti erano amatoriali, tra questi c'erano i tornei del Grande Slam: gli Australian Championships, gli Internazionali di Francia, il Torneo di Wimbledon e gli U.S. National Championships.

## Calendario

### Gennaio
| Settimana  | Torneo                                                                           | Vincitore                                                                              | Finalista                       | Semifinalisti | Eliminati ai quarti |
| ---------- | -------------------------------------------------------------------------------- | -------------------------------------------------------------------------------------- | ------------------------------- | ------------- | ------------------- |
| gennaio    | Eastern Province Championships 1960 Port Elizabeth, Sudafrica Singolare - Doppio | Heather Brewer-Segal 6-4 4-6 6-4                                                       | Renee Schuurman                 |               |                     |
| gennaio    | Eastern Province Championships 1960 Port Elizabeth, Sudafrica Singolare - Doppio |                                                                                        |                                 |               |                     |
| 1º gennaio | Border Championships 1960 East London, Sudafrica Cemento Singolare - Doppio      | Bernice Carr-Vukovich 2-6 6-3 6-4                                                      | Dora Kilian-Shaw                |               |                     |
| 1º gennaio | Border Championships 1960 East London, Sudafrica Cemento Singolare - Doppio      | Jean Forbes Val Forbes 6-3 6-4                                                         | Peggy Pentelow Bernice Vukovich |               |                     |
| 2 gennaio  | Asian Championships 1960 Calcutta, India Erba Singolare - Doppio                 | Margaret Hellyer 3-6 6-1 7-5                                                           | Mimi Arnold                     |               |                     |
| 2 gennaio  | Asian Championships 1960 Calcutta, India Erba Singolare - Doppio                 |                                                                                        |                                 |               |                     |
| 2 gennaio  | Asian Championships 1960 Calcutta, India Erba Singolare - Doppio                 | Doppio misto: Margaret Hellyer Naresh Kumar 7-5 6-2                                    | Irina Russanova Toomas Leius    |               |                     |
| 3 gennaio  | Fitzroy New Years Tournament 1960 Melbourne, Australia Singolare - Doppio        | Margaret Rayson 9-7 6-0                                                                | Judy Tegart-Dalton              |               |                     |
| 3 gennaio  | Fitzroy New Years Tournament 1960 Melbourne, Australia Singolare - Doppio        |                                                                                        |                                 |               |                     |
| 3 gennaio  | Western Australian Championships 1960 Perth, Australia Erba Singolare - Doppio   | Maria Esther Bueno 6-4 6-4                                                             | Christine Truman                |               |                     |
| 3 gennaio  | Western Australian Championships 1960 Perth, Australia Erba Singolare - Doppio   | Maria Ester Bueno Christine Truman 6-2 6-1                                             | Eva Duldig Jan Lehane           |               |                     |
| 5 gennaio  | Sydney Manly Seaside Championships 1960 Sydney, Australia Singolare - Doppio     | Lesley Turner Bowrey 6-2 4-6 6-1                                                       | Noelene Turner                  |               |                     |
| 5 gennaio  | Sydney Manly Seaside Championships 1960 Sydney, Australia Singolare - Doppio     | Lesley Turner Noelene Turner 4-6 6-2 6-2                                               | Beth Black Dawn Robberds        |               |                     |
| 9 gennaio  | Western Province Championships 1960 Città del Capo, Sudafrica Singolare - Doppio | Sandra Reynolds-Price 6-4 6-4                                                          | Bernice Carr-Vukovich           |               |                     |
| 9 gennaio  | Western Province Championships 1960 Città del Capo, Sudafrica Singolare - Doppio | Sandra Reynolds Renee Schuurman 7-5 6-1                                                | Heather Segal Bernice Vukovich  |               |                     |
| 10 gennaio | Indian Championships 1960 New Delhi, India Singolare - Doppio                    | Margaret Hellyer 4-6 7-5 6-0                                                           | Mimi Arnold                     |               |                     |
| 10 gennaio | Indian Championships 1960 New Delhi, India Singolare - Doppio                    |                                                                                        |                                 |               |                     |
| 10 gennaio | Indian Championships 1960 New Delhi, India Singolare - Doppio                    | Doppio misto: Margaret Hellyer Naresh Kumar Finale non disputata per mancanza di tempo | Mimi Arnold Adrian Bey          |               |                     |
| 10 gennaio | Dixie Championships 1960 Tampa, USA Singolare - Doppio                           | Sandy Warshaw 6-2 4-6 6-4                                                              | Laura Lou Jahn Kunnen           |               |                     |
| 10 gennaio | Dixie Championships 1960 Tampa, USA Singolare - Doppio                           | Sandy Warshaw Laura Lou Jahn Kunnen 10-8 6-4                                           | Judy Alvarez Maggie Beeland     |               |                     |
| 16 gennaio | South Australian Championships 1960 Adelaide, Australia Singolare - Doppio       | Maria Esther Bueno 6-1 6-1                                                             | Christine Truman                |               |                     |
| 16 gennaio | South Australian Championships 1960 Adelaide, Australia Singolare - Doppio       | Maria Bueno Christine Truman 7-5 6-4                                                   | Bev Rae Margaret Smith Court    |               |                     |
| 17 gennaio | Madhya Pradesh Championships 1960 Indore, India Singolare - Doppio               | Mimi Arnold 6-4 6-1                                                                    | Irena Ryazanova                 |               |                     |
| 17 gennaio | Madhya Pradesh Championships 1960 Indore, India Singolare - Doppio               |                                                                                        |                                 |               |                     |
| 19 gennaio | Thunderbird Classic 1960 Scottsdale, USA Cemento Singolare - Doppio              | Karen Hantze Susman 7-5 9-7                                                            | Vicky Palmer Heinecke           |               |                     |
| 19 gennaio | Thunderbird Classic 1960 Scottsdale, USA Cemento Singolare - Doppio              |                                                                                        |                                 |               |                     |
| 24 gennaio | Miami Invitational 1960 Miami, USA Terra rossa Singolare - Doppio                | Marilyn Stock 0-6 6-4 6-4                                                              | Margaret Demogenes              |               |                     |
| 24 gennaio | Miami Invitational 1960 Miami, USA Terra rossa Singolare - Doppio                |                                                                                        |                                 |               |                     |

### Febbraio
| Settimana   | Torneo                                                                                        | Vincitore                                      | Finalista                                      | Semifinalisti | Eliminati ai quarti |
| ----------- | --------------------------------------------------------------------------------------------- | ---------------------------------------------- | ---------------------------------------------- | ------------- | ------------------- |
| febbraio    | German Covered Court Championships 1960 Brema, Germania Indoor Singolare - Doppio             | Ann Haydon Jones 6-3 6-0                       | Sheila Armstrong                               |               |                     |
| febbraio    | German Covered Court Championships 1960 Brema, Germania Indoor Singolare - Doppio             | Christiane Mercelis Renate Ostermann 6-1 6-1   | Sheila Armstrong Ann Haydon                    |               |                     |
| 1º febbraio | Finland National Covered Court Championships 1960 Helsinki, Finlandia Singolare - Doppio      | Ann Haydon Jones 6-3 6-3                       | Angela Mortimer                                |               |                     |
| 1º febbraio | Finland National Covered Court Championships 1960 Helsinki, Finlandia Singolare - Doppio      | Ann Haydon Angela Mortimer 6-0 6-1             | A Nyman D Swanijung                            |               |                     |
| 2 febbraio  | Australian Championships 1960 Brisbane, Australia Erba Singolare - Doppio                     | Margaret Smith-Court 7-5 6-2                   | Jan Lehane                                     |               |                     |
| 2 febbraio  | Australian Championships 1960 Brisbane, Australia Erba Singolare - Doppio                     | Maria Ester Bueno Christine Truman 6-2 5-7 6-2 | Lorraine Coghlan Robinson Margaret Smith-Court |               |                     |
| 7 febbraio  | Scandanavian Covered Court Championships 1960 Copenaghen, Danimarca Indoor Singolare - Doppio | Ann Haydon Jones 9-7 3-6 6-2                   | Angela Mortimer                                |               |                     |
| 7 febbraio  | Scandanavian Covered Court Championships 1960 Copenaghen, Danimarca Indoor Singolare - Doppio | Ann Haydon Angela Mortimer 6-0 6-1             | Ulla Hultkrantz Gudrun Rosin                   |               |                     |
| 7 febbraio  | Austin Smith Championships 1960 Fort Lauderdale, USA Terra rossa Singolare - Doppio           | Ann Barclay 6-1 6-1                            | Margaret Babbitt                               |               |                     |
| 7 febbraio  | Austin Smith Championships 1960 Fort Lauderdale, USA Terra rossa Singolare - Doppio           | Ann Barclay Leslie Sparling 6-0 6-1            | Margaret Babbitt Flo Blanchard                 |               |                     |
| 14 febbraio | New Zealand Championships 1960 Auckland, Nuova Zelanda Singolare - Doppio                     | Ruia Morrison-Davy 6-4 6-1                     | Margaret Smith-Court                           |               |                     |
| 14 febbraio | New Zealand Championships 1960 Auckland, Nuova Zelanda Singolare - Doppio                     | Ruia Morrison Judith Tinnock 6-0 6-1           | M Johnsotn Margaret Smith Court                |               |                     |
| 14 febbraio | French Covered Court Championships 1960 Parigi, Francia Indoor Singolare - Doppio             | Angela Mortimer 6-4 9-7                        | Ann Haydon Jones                               |               |                     |
| 14 febbraio | French Covered Court Championships 1960 Parigi, Francia Indoor Singolare - Doppio             | Ann Haydon Angela Mortimer 6-0 6-1             | Christiane Mercelis Renate Ostermann           |               |                     |
| 20 febbraio | British Covered Court Championships 1960 Londra, Gran Bretagna Indoor Singolare - Doppio      | Angela Mortimer 7-5 ritiro                     | Ann Haydon Jones                               |               |                     |
| 20 febbraio | British Covered Court Championships 1960 Londra, Gran Bretagna Indoor Singolare - Doppio      | Sheila Armstrong Shirley Brasher 2-6 9-7 6-3   | Ann Haydon Angela Mortimer                     |               |                     |
| 26 febbraio | US Indoors 1960 Boston, USA Indoor Singolare - Doppio                                         | Carole Wright 6-1 6-2                          | Lois Felix                                     |               |                     |
| 26 febbraio | US Indoors 1960 Boston, USA Indoor Singolare - Doppio                                         | Midge Buck Jeffery 9-7 4-6 6-2                 | Kay Hubbell Lois Felix                         |               |                     |
| 26 febbraio | Gallia Club Championships 1960 , Cannes, Francia Terra rossa Singolare - Doppio               | Sheila Armstrong 6-2 5-7 6-2                   | Nicole Broccardo                               |               |                     |
| 26 febbraio | Gallia Club Championships 1960 , Cannes, Francia Terra rossa Singolare - Doppio               | Lucia Bassi Flo de la Courtie 1-6 6-2 9-7      | Roberta Beltrame Francesca Gordigiani          |               |                     |
| 28 febbraio | Good Neighbor Tournament 1960 Miami, USA Terra rossa Singolare - Doppio                       | Ann Haydon Jones 6-0 6-1                       | Barbara Scofield-Davidson                      |               |                     |
| 28 febbraio | Good Neighbor Tournament 1960 Miami, USA Terra rossa Singolare - Doppio                       | Ann Haydon Carol Ann Prosen 6-0 6-0            | Doris Delord Edna Salichs                      |               |                     |

### Marzo
| Settimana | Torneo                                                                                               | Vincitore                                  | Finalista                                   | Semifinalisti | Eliminati ai quarti |
| --------- | --- | ------------------------------------------ | ------------------------------------------- | ------------- | ------------------- |
| marzo     | OFS Championships 1960 Bloemfontein, Sudafrica Singolare - Doppio                                    | Sandra Reynolds-Price                      | non conosciuta (bandiera)                   |               |                     |
| marzo     | OFS Championships 1960 Bloemfontein, Sudafrica Singolare - Doppio                                    |                                            |                                             |               |                     |
| marzo     | Riviera Championships 1960 Mentone, Francia Terra rossa Singolare - Doppio                           | Zsuzsa Körmöczy 6-2 6-4                    | Florence de la Courtie                      |               |                     |
| marzo     | Riviera Championships 1960 Mentone, Francia Terra rossa Singolare - Doppio                           |                                            |                                             |               |                     |
| marzo     | Mexican Championships 1960 Città del Messico, Messico Singolare - Doppio                             | Ann Haydon Jones 6-2 6-4                   | Yola Ramírez                                |               |                     |
| marzo     | Mexican Championships 1960 Città del Messico, Messico Singolare - Doppio                             |                                            |                                             |               |                     |
| 6 marzo   | Cannes Lawn Tennis Club Championships 1960 Cannes, Francia Terra rossa Singolare - Doppio            | Sheila Armstrong 6-4 6-2                   | Sonia Cox                                   |               |                     |
| 6 marzo   | Cannes Lawn Tennis Club Championships 1960 Cannes, Francia Terra rossa Singolare - Doppio            |                                            |                                             |               |                     |
| 6 marzo   | Masters Invitational 1960 Saint Petersburg, USA Terra rossa Singolare - Doppio                       | Ann Haydon Jones 6-1 6-3                   | Donna Floyd-Fales                           |               |                     |
| 6 marzo   | Masters Invitational 1960 Saint Petersburg, USA Terra rossa Singolare - Doppio                       | Ann Haydon Jones Carol Ann Prosen 6-1 8-6  | Mary Habicht Sandy Warshaw                  |               |                     |
| 8 marzo   | Moscow International Indoor Championships 1960 Mosca, URSS Singolare - Doppio                        | Irena Ryazanova 6-4 7-5                    | Aline Nenot                                 |               |                     |
| 8 marzo   | Moscow International Indoor Championships 1960 Mosca, URSS Singolare - Doppio                        | Vera Puzejova Tamm 8-6 6-4                 | Anna Dmitrieva Irina Ryazanova              |               |                     |
| 13 marzo  | Queensland Bay Championships 1960 Redcliffe, Australia Singolare - Doppio                            | Madonna Schacht 6-4 6-1                    | Robyn Ebbern                                |               |                     |
| 13 marzo  | Queensland Bay Championships 1960 Redcliffe, Australia Singolare - Doppio                            | Robyn Ebbern Madonna Schacht 6-0 6-2       | Faye Toyne Val Wicks                        |               |                     |
| 14 marzo  | Egyptian International Cairo Championships 1960 Il Cairo, Egitto Terra rossa Singolare - Doppio      | Margaret Hellyer 5-7 6-2 6-2               | Eva Johannes                                |               |                     |
| 14 marzo  | Egyptian International Cairo Championships 1960 Il Cairo, Egitto Terra rossa Singolare - Doppio      | Margaret Hellyer Xenia Vassiliadis 6-3 6-3 | Andree Eid Eva Johnannes                    |               |                     |
| 14 marzo  | Caribe Hilton Championships 1960 San Juan, Porto Rico Cemento Singolare - Doppio                     | Ann Haydon Jones 4-6 6-4 6-4               | Maria Esther Bueno                          |               |                     |
| 14 marzo  | Caribe Hilton Championships 1960 San Juan, Porto Rico Cemento Singolare - Doppio                     | Maria Ester Bueno Darlene Hard 6-4 6-3     | Barbara Scofield-Davidson Donna Floyd-Fales |               |                     |
| 20 marzo  | Egyptian International Alexandria Championships 1960 Alessandria d'Egitto, Egitto Singolare - Doppio | Margaret Hellyer 6-3 6-4                   | Xenia Vassiliadis                           |               |                     |
| 20 marzo  | Egyptian International Alexandria Championships 1960 Alessandria d'Egitto, Egitto Singolare - Doppio |                                            |                                             |               |                     |
| 20 marzo  | Colombia International 1960 Barranquilla, Colombia Terra rossa Singolare - Doppio                    | Maria Esther Bueno 6-2 6-2                 | Ann Haydon Jones                            |               |                     |
| 20 marzo  | Colombia International 1960 Barranquilla, Colombia Terra rossa Singolare - Doppio                    | Maria Ester Bueno Darlene Hard 6-1 6-2     | Rosie Darmon Lea Pericoli                   |               |                     |
| 20 marzo  | New South Wales Hard Court Championships 1960 Bathurst, Australia Singolare - Doppio                 | Lesley Turner Bowrey 6-2 7-5               | Margaret Smith-Court                        |               |                     |
| 20 marzo  | New South Wales Hard Court Championships 1960 Bathurst, Australia Singolare - Doppio                 | Mary Hawton Jan Lehane 6-4 8-6             | Lesley Turner Noelene Turner                |               |                     |
| 28 marzo  | Caracas Altamira International 1960 Caracas, Venezuela Cemento Singolare - Doppio                    | Maria Esther Bueno 3-6 7-5 6-2             | Ann Haydon Jones                            |               |                     |
| 28 marzo  | Caracas Altamira International 1960 Caracas, Venezuela Cemento Singolare - Doppio                    | Maria Ester Bueno Darlene Hard 6-3 6-3     | Ann Haydon Betty Pratt                      |               |                     |

### Aprile
| Settimana | Torneo                                                                                           | Vincitore                                            | Finalista                                  | Semifinalisti | Eliminati ai quarti |
| --------- | ------------------------------------------------------------------------------------------------ | ---------------------------------------------------- | ------------------------------------------ | ------------- | ------------------- |
| 24 aprile | Puerta de Hierro International 1960 Madrid, Spagna Singolare - Doppio                            | Puerta de Hierro Estalella 6-1 2-6 6-3               | Rosa Maria Reyes Darmon                    |               |                     |
| 24 aprile | Puerta de Hierro International 1960 Madrid, Spagna Singolare - Doppio                            | Maria Ayala Rosie Darmon 6-2 5-7 9-7                 | Ana Maria Estalella Peredo                 |               |                     |
| 2 aprile  | Surrey Hard Court Championships 1960 Roehampton, Gran Bretagna Terra rossa Singolare - Doppio    | Christine Truman 6-0 6-2                             | Shirley Bloomer-Brasher                    |               |                     |
| 2 aprile  | Surrey Hard Court Championships 1960 Roehampton, Gran Bretagna Terra rossa Singolare - Doppio    | Pauline Roberts Pat Wheeler 2-6 8-6 9-7              | Shirley Brasher Angela Mortimer            |               |                     |
| 3 aprile  | Torneo di Menton 1960 Mentone, Francia Singolare - Doppio                                        | Zsuzsa Körmöczy 6-2 6-3                              | Florence de la Courtie                     |               |                     |
| 3 aprile  | Torneo di Menton 1960 Mentone, Francia Singolare - Doppio                                        | Lucia Bassi Florence de la Courtie 0-6 6-4 7-5       | Roberta Beltrame Francesca Gordigiani      |               |                     |
| 3 aprile  | Torneo di Wynnum 1960 Wynnum, Australia Singolare - Doppio                                       | Madonna Schacht 6-3 6-2                              | Val Wicks                                  |               |                     |
| 3 aprile  | Torneo di Wynnum 1960 Wynnum, Australia Singolare - Doppio                                       | Robyn Ebbern Madonna Schacht 6-1 6-4                 | Faye Toyne Val Wicks                       |               |                     |
| 3 aprile  | Kingston International 1960 Kingston, Giamaica Erba Singolare - Doppio                           | Ann Haydon Jones 6-2 6-3                             | Darlene Hard                               |               |                     |
| 3 aprile  | Kingston International 1960 Kingston, Giamaica Erba Singolare - Doppio                           | Darlene Hard Betty Rosenquest Pratt 4-6 6-1 6-4      | Carol Hanks-Aucamp Ann Haydon Jones        |               |                     |
| 9 aprile  | Cumberland Hard Court Championships 1960 Hampstead, Gran Bretagna Terra rossa Singolare - Doppio | Christine Truman 6-4 6-2                             | Shirley Bloomer-Brasher                    |               |                     |
| 9 aprile  | Cumberland Hard Court Championships 1960 Hampstead, Gran Bretagna Terra rossa Singolare - Doppio | Shirley Bloomer-Brasher Christine Truman 6-2 6-2     | Deidre Catt Pat Ward-Hales                 |               |                     |
| 9 aprile  | Caribbean Championships 1960 Montego Bay, Giamaica Erba Singolare - Doppio                       | Darlene Hard divided                                 | Ann Haydon Jones                           |               |                     |
| 9 aprile  | Caribbean Championships 1960 Montego Bay, Giamaica Erba Singolare - Doppio                       | Darlene Hard Betty Rosenquest Pratt 6-4 6-3          | Barbara Scofield-Davidson Ann Haydon Jones |               |                     |
| 10 aprile | Carlton Club Championships 1960 Cannes, Francia Terra rossa Singolare - Doppio                   | Zsuzsa Körmöczy 6-4 6-2                              | Florence de la Courtie                     |               |                     |
| 10 aprile | Carlton Club Championships 1960 Cannes, Francia Terra rossa Singolare - Doppio                   | Pat Hird Caroline Yates-Bell 6-1 6-2                 | B Forstendorf Renata Ostermann             |               |                     |
| 10 aprile | South African Championships 1960 Johannesburg, Sudafrica Cemento Singolare - Doppio              | Bernice Carr-Vukovich 6-1 2-6 12-10                  | Sandra Reynolds-Price                      |               |                     |
| 10 aprile | South African Championships 1960 Johannesburg, Sudafrica Cemento Singolare - Doppio              | Sandra Reynolds-Price Renee Schuurman 13-11 7-9 6-1  | Bernice Carr-Vukovich Heather Brewer-Segal |               |                     |
| 10 aprile | Torneo di Murgon 1960 Murgon, Australia Singolare - Doppio                                       | S. Lee 6-1 6-1                                       | Rogers                                     |               |                     |
| 10 aprile | Torneo di Murgon 1960 Murgon, Australia Singolare - Doppio                                       |                                                      |                                            |               |                     |
| 18 aprile | Central Queensland Championships 1960 Rockhampton, Australia Singolare - Doppio                  | Robyn Ebbern 6-3 2-6 9-7                             | Madonna Schacht                            |               |                     |
| 18 aprile | Central Queensland Championships 1960 Rockhampton, Australia Singolare - Doppio                  | Robyn Ebbern Madonna Schacht 6-2 6-2                 | Maureen Pratt M Rodgers                    |               |                     |
| 18 aprile | Bandung Championships 1960 Bandung, Indonesia Singolare - Doppio                                 | Mien Suhadi                                          | Tan Liep Tjiaw                             |               |                     |
| 18 aprile | Bandung Championships 1960 Bandung, Indonesia Singolare - Doppio                                 | Ahim Rampen                                          | Rotinsulu Sudiono                          |               |                     |
| 19 aprile | Monte Carlo Cup 1960 Monte Carlo, Monte Carlo Terra rossa Singolare - Doppio                     | Zsuzsa Körmöczy 6-3 6-2                              | Yola Ramírez                               |               |                     |
| 19 aprile | Monte Carlo Cup 1960 Monte Carlo, Monte Carlo Terra rossa Singolare - Doppio                     | Rosa Maria Reyes Darmon Yola Ramírez 6-1 6-0         | Roberta Beltrame Francesca Giordigiani     |               |                     |
| 19 aprile | Southport Hard Court Championships 1960 Southport, Gran Bretagna Terra rossa Singolare - Doppio  | Shirley Bloomer-Brasher 6-3 6-1                      | Elaine Shenton                             |               |                     |
| 19 aprile | Southport Hard Court Championships 1960 Southport, Gran Bretagna Terra rossa Singolare - Doppio  | Elaine Shenton Elizabeth Starkie 6-3 6-0             | Rita Bentley Shirley Bloomer-Brasher       |               |                     |
| 20 aprile | Tally Ho! 1960 Birmingham, Gran Bretagna Terra rossa Singolare - Doppio                          | Ann Haydon Jones 6-0 6-0                             | Hazel Cheadle                              |               |                     |
| 20 aprile | Tally Ho! 1960 Birmingham, Gran Bretagna Terra rossa Singolare - Doppio                          | Heather Brewer-Segal Hazel Cheadle 5-7 6-3 6-2       | Bean Dickerson                             |               |                     |
| 23 aprile | Rothmans Connaught Championships 1960 Chingford, Gran Bretagna Terra rossa Singolare - Doppio    | Angela Mortimer 6-1 4-6 6-4                          | Christine Truman                           |               |                     |
| 23 aprile | Rothmans Connaught Championships 1960 Chingford, Gran Bretagna Terra rossa Singolare - Doppio    | Angela Mortimer Christine Truman 6-2 6-3             | Sheila Armstrong Deidre Catt               |               |                     |
| 23 aprile | Surrey Hard Court Championships 1960 Sutton, Gran Bretagna Terra rossa Singolare - Doppio        | Ann Haydon Jones 6-2 6-2                             | Shirley Bloomer-Brasher                    |               |                     |
| 23 aprile | Surrey Hard Court Championships 1960 Sutton, Gran Bretagna Terra rossa Singolare - Doppio        | Ann Haydon Jones Shirley Bloomer-Brasher 6-1 5-7 6-3 | Pauline Roberts Pat Wheeler                |               |                     |
| 24 aprile | Ojai Valley Championships 1960 Ojai, USA Cemento Singolare - Doppio                              | Karen Hantze Susman 6-0 6-0                          | Dorothy Bundy Cheney                       |               |                     |
| 24 aprile | Ojai Valley Championships 1960 Ojai, USA Cemento Singolare - Doppio                              | Kathy Chabot Sally Moore 7-9 6-3 6-4                 | Farel Footman Janet Hopps Adkisson         |               |                     |
| 25 aprile | Nice Lawn Tennis Club Championships 1960 Nizza, Francia Terra rossa Singolare - Doppio           | Edda Buding 4-6 6-3 8-6                              | Renata Ostermann                           |               |                     |
| 25 aprile | Nice Lawn Tennis Club Championships 1960 Nizza, Francia Terra rossa Singolare - Doppio           | Marie Odile Bouchet Jacqueline Morales 6-3 6-4       | Edda Buding Ruia Morrison                  |               |                     |
| 25 aprile | Torneo di Reggio di Calabria 1960 Reggio Calabria, Italia Singolare - Doppio                     | Yola Ramírez 6-2 6-1                                 | Silvana Lazzarino                          |               |                     |
| 25 aprile | Torneo di Reggio di Calabria 1960 Reggio Calabria, Italia Singolare - Doppio                     |                                                      |                                            |               |                     |
| 30 aprile | British Hard Court Championships 1960 Bournemouth, Gran Bretagna Cemento Singolare - Doppio      | Christine Truman 6-2 6-2                             | Ann Haydon Jones                           |               |                     |
| 30 aprile | British Hard Court Championships 1960 Bournemouth, Gran Bretagna Cemento Singolare - Doppio      | Ann Haydon Jones Angela Mortimer 6-3 4-6 8-6         | Shirley Bloomer-Brasher Christine Truman   |               |                     |
| 30 aprile | Northern California Championships 1960 San Francisco, USA Singolare - Doppio                     | Gerry Carter 6-3 6-1                                 | Miller                                     |               |                     |
| 30 aprile | Northern California Championships 1960 San Francisco, USA Singolare - Doppio                     |                                                      |                                            |               |                     |

### Maggio
| Settimana | Torneo                                                                                                 | Vincitore                                         | Finalista                                | Semifinalisti | Eliminati ai quarti |
| --------- | --- | ------------------------------------------------- | ---------------------------------------- | ------------- | ------------------- |
| maggio    | River Plate Championships 1960 Buenos Aires, Argentina Singolare - Doppio                              | Zavalia-Bunge                                     | Mabel Bove                               |               |                     |
| maggio    | River Plate Championships 1960 Buenos Aires, Argentina Singolare - Doppio                              |                                                   |                                          |               |                     |
| maggio    | Campionato Partenopeo 1960 Napoli, Italia Singolare - Doppio                                           | Maria Esther Bueno                                | non conosciuta (bandiera)                |               |                     |
| maggio    | Campionato Partenopeo 1960 Napoli, Italia Singolare - Doppio                                           |                                                   |                                          |               |                     |
| maggio    | Torneo di Bielefeld 1960 Bielefeld, Germania Singolare - Doppio                                        | B. Foerstendorf                                   | non conosciuta (bandiera)                |               |                     |
| maggio    | Torneo di Bielefeld 1960 Bielefeld, Germania Singolare - Doppio                                        |                                                   |                                          |               |                     |
| 2 maggio  | Aix Golden Racquet Tournament 1960 Aix-en-Provence, Francia Terra rossa Singolare - Doppio             | Edda Buding 6-4 8-6                               | Ruia Morrison-Davy                       |               |                     |
| 2 maggio  | Aix Golden Racquet Tournament 1960 Aix-en-Provence, Francia Terra rossa Singolare - Doppio             | Marie-Odile Bouchet Jacqueline Morales 6-3 6-4    | Edda Buding Ruia Morriso                 |               |                     |
| 2 maggio  | Maroochy Tennis Championships 1960 Nambour, Australia Singolare - Doppio                               | Fay Muller 6-4 6-2                                | Val Wicks                                |               |                     |
| 2 maggio  | Maroochy Tennis Championships 1960 Nambour, Australia Singolare - Doppio                               |                                                   |                                          |               |                     |
| 2 maggio  | Campionati Internazionali di Sicilia 1960 Palermo, Italia Terra rossa Singolare - Doppio               | Bernice Carr-Vukovich 6-4 6-3                     | Jan Lehane                               |               |                     |
| 2 maggio  | Campionati Internazionali di Sicilia 1960 Palermo, Italia Terra rossa Singolare - Doppio               | Jan Lehane Mary Bevis-Hawton 6-3 8-6              | Sandra Reynolds-Price Renee Schuurman    |               |                     |
| 2 maggio  | Paris International Championships 1960 Parigi, Francia Terra rossa Singolare - Doppio                  | Florence de la Courtie 6-2 6-1                    | Pat Ward-Hales                           |               |                     |
| 2 maggio  | Paris International Championships 1960 Parigi, Francia Terra rossa Singolare - Doppio                  | Florence de la Courtie Pat Ward-Hales 4-6 6-1 6-3 | Suzanne Le Besnerais Josette Billaz      |               |                     |
| 7 maggio  | London Hard Court Championships 1960 Hurlingham, Gran Bretagna Terra rossa Singolare - Doppio          | Christine Truman 6-1 6-4                          | Angela Mortimer                          |               |                     |
| 7 maggio  | London Hard Court Championships 1960 Hurlingham, Gran Bretagna Terra rossa Singolare - Doppio          | Pauline Roberts Pat Wheeler 6-3 6-2               | Angela Mortimer Pat Ward-Hales           |               |                     |
| 8 maggio  | Southern California Championships 1960 Los Angeles, USA Cemento Singolare - Doppio                     | Karen Hantze Susman 6-2 6-3                       | Carole Caldwell Graebner                 |               |                     |
| 8 maggio  | Southern California Championships 1960 Los Angeles, USA Cemento Singolare - Doppio                     | Karen Hantze Susman Janet Hopps Adkisson 7-5 7-5  | Barbara Browning Billie Jean King        |               |                     |
| 8 maggio  | Stuttgart Tournament 1960 Stoccarda, Germania Terra rossa Singolare - Doppio                           | Deidre Catt 8-6 6-4                               | Sheila Armstrong                         |               |                     |
| 8 maggio  | Stuttgart Tournament 1960 Stoccarda, Germania Terra rossa Singolare - Doppio                           | Norma Marsh Dawn Thomas 5-7 7-5 6-4               | Sheila Armstrong Deidre Catt             |               |                     |
| 8 maggio  | Australian Hard Court Championships 1960 Canterbury - Hobart, Australia Terra rossa Singolare - Doppio | Lesley Turner Bowrey 6-2 6-2                      | Dawn Robberds                            |               |                     |
| 8 maggio  | Australian Hard Court Championships 1960 Canterbury - Hobart, Australia Terra rossa Singolare - Doppio | Dawn Robberds Lesley Turner Bowrey 6-3 6-3        | Lorraine Plummer Carol Newman            |               |                     |
| 10 maggio | Internazionali d'Italia 1960 Torino, Italia Terra rossa Singolare - Doppio                             | Zsuzsa Körmöczy 6-4 4-6 6-1                       | Ann Haydon Jones                         |               |                     |
| 10 maggio | Internazionali d'Italia 1960 Torino, Italia Terra rossa Singolare - Doppio                             | Margaret Hellyer Yola Ramírez 6-4 6-4             | Shirley Bloomer-Brasher Ann Haydon Jones |               |                     |
| 14 maggio | Guildford Hard Court Championships 1960 Guildford, Gran Bretagna Terra rossa Singolare - Doppio        | Deidre Catt 6-0 2-6 6-2                           | Lynn Hutchings                           |               |                     |
| 14 maggio | Guildford Hard Court Championships 1960 Guildford, Gran Bretagna Terra rossa Singolare - Doppio        | Pauline Roberts Pat Wheeler 6-4 4-6 6-4           | Margaret Hunt Lynn Hutchings             |               |                     |
| 14 maggio | Torneo di Wolverhampton 1960 Wolverhampton, Gran Bretagna Erba Singolare - Doppio                      | Angela Mortimer 8-6 9-7                           | Rita Bentley                             |               |                     |
| 14 maggio | Torneo di Wolverhampton 1960 Wolverhampton, Gran Bretagna Erba Singolare - Doppio                      | Angela Mortimer Rita Bentley 6-2 7-5              | Sheila Bramley Honor-Durose              |               |                     |
| 15 maggio | California State Championships 1960 San Francisco, USA Cemento Singolare - Doppio                      | Janet Hopps Adkisson 6-0 6-2                      | Sue Hodgman                              |               |                     |
| 15 maggio | California State Championships 1960 San Francisco, USA Cemento Singolare - Doppio                      | Farel Footman Janet Hopps Adkisson 6-2 6-4        | Nicolson V Williamson                    |               |                     |
| 22 maggio | Torneo di Lytham St Annes 1960 Lytham St Annes, Gran Bretagna Erba Singolare - Doppio                  | Rita Bentley 7-5 13-11                            | Sheila Armstrong                         |               |                     |
| 22 maggio | Torneo di Lytham St Annes 1960 Lytham St Annes, Gran Bretagna Erba Singolare - Doppio                  | Sheila Armstrong Jill Rook Mills 3-6 6-1 6-4      | Elaine Shenton Elizabeth Starkie         |               |                     |
| 28 maggio | Pepsi-Cola World Pro Championships 1960 Cleveland, USA Indoor Singolare - Doppio                       | Althea Gibson 7-5 2-6??                           | Pauline Betz                             |               |                     |
| 28 maggio | Pepsi-Cola World Pro Championships 1960 Cleveland, USA Indoor Singolare - Doppio                       | Althea Gibson Karol Fageros                       | Pauline Betz Scott                       |               |                     |
| 28 maggio | Surrey Championships 1960 Surbiton, Gran Bretagna Erba Singolare - Doppio                              | Angela Mortimer 3-6 6-4 9-7                       | Christine Truman                         |               |                     |
| 28 maggio | Surrey Championships 1960 Surbiton, Gran Bretagna Erba Singolare - Doppio                              | Pat Hird Caroline Yates-Bell 8-6 6-4              | Angela Mortimer Anne Shilcock            |               |                     |
| 31 maggio | Internazionali di Francia 1960 Parigi, Francia Terra rossa Singolare - Doppio                          | Darlene Hard 6-3 6-4                              | Yola Ramírez                             |               |                     |
| 31 maggio | Internazionali di Francia 1960 Parigi, Francia Terra rossa Singolare - Doppio                          | Maria Ester Bueno Darlene Hard 6-2 7-5            | Pat Ward-Hales Ann Haydon Jones          |               |                     |

### Giugno
| Settimana | Torneo                                                                                   | Vincitore                                              | Finalista                                | Semifinalisti | Eliminati ai quarti |
| --------- | ---------------------------------------------------------------------------------------- | ------------------------------------------------------ | ---------------------------------------- | ------------- | ------------------- |
| giugno    | Belgium International Championships 1960 Bruxelles, Belgio Singolare - Doppio            | Christiane Mercelis 4-6 6-4 6-3                        | Norma Marsh                              |               |                     |
| giugno    | Belgium International Championships 1960 Bruxelles, Belgio Singolare - Doppio            |                                                        |                                          |               |                     |
| giugno    | Essen Tournament 1960 Essen, Germania Singolare - Doppio                                 | Elizabeth Starkie 10-8 10-8                            | H. Gibson                                |               |                     |
| giugno    | Essen Tournament 1960 Essen, Germania Singolare - Doppio                                 |                                                        |                                          |               |                     |
| 4 giugno  | Barnes 1960 Lowther, Gran Bretagna Erba Singolare - Doppio                               | Pauline Roberts                                        | Pat Wheeler                              |               |                     |
| 4 giugno  | Barnes 1960 Lowther, Gran Bretagna Erba Singolare - Doppio                               | Pauline Roberts Pat Wheeler 6-2 6-4                    | Clarke Rosemary Deloford                 |               |                     |
| 4 giugno  | Torneo di Cheltenham 1960 Cheltenham, Gran Bretagna Singolare - Doppio                   | Sheila Bramley 6-0 6-4                                 | Mrs P. Kerr                              |               |                     |
| 4 giugno  | Torneo di Cheltenham 1960 Cheltenham, Gran Bretagna Singolare - Doppio                   | M Eyre Read 6-2 6-4                                    | E Ernest Mrs P. Kerr                     |               |                     |
| 4 giugno  | The Priory 1960 Birmingham, Gran Bretagna Erba Singolare - Doppio                        | Maria Esther Bueno 1-6 6-3 6-2                         | Ann Haydon Jones                         |               |                     |
| 4 giugno  | The Priory 1960 Birmingham, Gran Bretagna Erba Singolare - Doppio                        | Maria Ester Bueno Bernice Carr-Vukovich 6-3 7-5        | Ann Haydon Jones Angela Mortimer         |               |                     |
| 4 giugno  | Northern Championships 1960 Manchester, Gran Bretagna Erba Singolare - Doppio            | Darlene Hard 6-3 6-3                                   | Rita Bentley                             |               |                     |
| 4 giugno  | Northern Championships 1960 Manchester, Gran Bretagna Erba Singolare - Doppio            | Karen Hantze Susman Janet Hopps Adkisson 6-4 6-4       | Darlene Hard Dorothy Knode-Head          |               |                     |
| 4 giugno  | Norwegian International Championships 1960 Oslo, Norvegia Terra rossa Singolare - Doppio | Mimi Arnold 0-6 6-1 6-4                                | Pat Ward-Hales                           |               |                     |
| 4 giugno  | Norwegian International Championships 1960 Oslo, Norvegia Terra rossa Singolare - Doppio |                                                        |                                          |               |                     |
| 4 giugno  | Torneo di Pomona 1960 Pomona, Australia Singolare - Doppio                               | Madonna Schacht 7-5 6-4                                | Robyn Ebbern                             |               |                     |
| 4 giugno  | Torneo di Pomona 1960 Pomona, Australia Singolare - Doppio                               | Robyn Ebbern Madonna Schacht 6-0 4-6 6-3               | Faye Toyne Val Wicks                     |               |                     |
| 6 giugno  | Torneo Godò 1960 Barcellona, Spagna Terra rossa Singolare - Doppio                       | Heather Brewer-Segal 6-1 6-1                           | Pilar Barril                             |               |                     |
| 6 giugno  | Torneo Godò 1960 Barcellona, Spagna Terra rossa Singolare - Doppio                       | Pilar Barril Carmen Coronado 6-0 4-6 6-3               | Alicia Guri Mercedes Solsona             |               |                     |
| 6 giugno  | Torneo Godò 1960 Barcellona, Spagna Terra rossa Singolare - Doppio                       | Doppio misto: Heather Brewer Neale Fraser 8-6 8-10 7-5 | Carmen Coronado Jose Mandarino           |               |                     |
| 6 giugno  | West Berlin Championships 1960 Berlino Ovest, Germania Singolare - Doppio                | Yola Ramírez 6-4 6-0                                   | Inge Pohmann                             |               |                     |
| 6 giugno  | West Berlin Championships 1960 Berlino Ovest, Germania Singolare - Doppio                | Yola Ramírez Regina Topel 6-0 6-3                      | Brigette Foerstendorf Karin Warncke      |               |                     |
| 6 giugno  | West Berlin Championships 1960 Berlino Ovest, Germania Singolare - Doppio                | Doppio misto: Yola Ramírez Alfonso Ochoa 6-2 6-2       | Pia Balling Jan Leschly                  |               |                     |
| 6 giugno  | Vaud International Championships 1960 Losanna, Svizzera Terra rossa Singolare - Doppio   | Edda Buding 6-2 6-4                                    | Laura Lou Jahn Kunnen                    |               |                     |
| 6 giugno  | Vaud International Championships 1960 Losanna, Svizzera Terra rossa Singolare - Doppio   |                                                        |                                          |               |                     |
| 6 giugno  | Vaud International Championships 1960 Losanna, Svizzera Terra rossa Singolare - Doppio   | Doppio misto: Edda Buding Antoni Palfox 6-1 6-2        | Marta Peterdy Bob Mark                   |               |                     |
| 11 giugno | Kent Championships 1960 Beckenham, Gran Bretagna Singolare - Doppio                      | Christiane Mercelis 7-5 4-6 6-4                        | Pauline Roberts                          |               |                     |
| 11 giugno | Kent Championships 1960 Beckenham, Gran Bretagna Singolare - Doppio                      | Pauline Roberts Rita Bentley 6-2 6-2                   | Marlene Gerson Ruia Morrison-Davy        |               |                     |
| 11 giugno | West of England Championships 1960 Bristol, Gran Bretagna Erba Singolare - Doppio        | Deidre Catt 7-5 7-5                                    | Renee Schuurman                          |               |                     |
| 11 giugno | West of England Championships 1960 Bristol, Gran Bretagna Erba Singolare - Doppio        | Sandra Reynolds-Price Renee Schuurman 7-5 6-3          | Dawn Thomas Bernice Carr-Vukovich        |               |                     |
| 11 giugno | Torneo di Sutton Coldfield 1960 Londra, Gran Bretagna Erba Singolare - Doppio            | P. Drew 6-1 9-7                                        | Françoise Dürr                           |               |                     |
| 11 giugno | Torneo di Sutton Coldfield 1960 Londra, Gran Bretagna Erba Singolare - Doppio            | Barbara Drew Rushton                                   | Haylock Barbara Knapp                    |               |                     |
| 12 giugno | Southern Downs Championships 1960 Warwick, Australia Singolare - Doppio                  | Fay Muller 6-2 6-2                                     | Fay Toyne-Moore                          |               |                     |
| 12 giugno | Southern Downs Championships 1960 Warwick, Australia Singolare - Doppio                  |                                                        |                                          |               |                     |
| 13 giugno | Victorian Hard Court Championships 1960 Melbourne, Australia Singolare - Doppio          | Margaret Smith-Court 6-3 6-8 6-3                       | Beverly Mance Rae                        |               |                     |
| 13 giugno | Victorian Hard Court Championships 1960 Melbourne, Australia Singolare - Doppio          | Margaret Smith Court D Young 6-3 6-4                   | Bev Rae Robin Lesh                       |               |                     |
| 18 giugno | Queen's Club Championships 1960 Londra, Gran Bretagna Erba Singolare - Doppio            | Christine Truman 6-4 6-3                               | Karen Hantze Susman                      |               |                     |
| 18 giugno | Queen's Club Championships 1960 Londra, Gran Bretagna Erba Singolare - Doppio            | Maria Ester Bueno Darlene Hard 6-1 7-5                 | Karen Hantze Susman Janet Hopps Adkisson |               |                     |
| 18 giugno | Worcestershire Championships 1960 Malvern, Gran Bretagna Erba Singolare - Doppio         | Ann Haydon Jones 6-1 6-2                               | Jill Rook Mills                          |               |                     |
| 18 giugno | Worcestershire Championships 1960 Malvern, Gran Bretagna Erba Singolare - Doppio         | Ann Haydon Jill Mills 6-1 6-4                          | Françoise Dürr Daniele Wild              |               |                     |
| 19 giugno | Southern Championships 1960 Atlanta, USA Terra rossa Singolare - Doppio                  | Carol Hanks-Aucamp 6-1 6-2                             | Justina Bricka-Horwitz                   |               |                     |
| 19 giugno | Southern Championships 1960 Atlanta, USA Terra rossa Singolare - Doppio                  | Justina Bricka-Horwitz Carol Hanks-Aucamp 6-1 6-3      | Susan Butt Linda Vail                    |               |                     |
| 28 giugno | Tennessee Valley Championships 1960 Chattanooga, USA Singolare - Doppio                  | Carol Hanks-Aucamp 4-6 6-2 6-4                         | Justina Bricka-Horwitz                   |               |                     |
| 28 giugno | Tennessee Valley Championships 1960 Chattanooga, USA Singolare - Doppio                  | Carol Hanks-Aucamp Justina Bricka-Horwitz 6-2 6-3      | Liz Crady Marilyn Montgomery             |               |                     |

### Luglio
| Settimana | Torneo                                                                                                | Vincitore                                          | Finalista                                       | Semifinalisti | Eliminati ai quarti |
| --------- | --- | -------------------------------------------------- | ----------------------------------------------- | ------------- | ------------------- |
| 3 luglio  | Torneo di Caboolture 1960 Caboolture, Australia Singolare - Doppio                                    | Madonna Schacht 6-2 6-2                            | Robyn Ebbern                                    |               |                     |
| 3 luglio  | Torneo di Caboolture 1960 Caboolture, Australia Singolare - Doppio                                    |                                                    |                                                 |               |                     |
| 4 luglio  | Torneo di Wimbledon 1960 Wimbledon, Gran Bretagna Erba Singolare - Doppio                             | Maria Esther Bueno 8-6 6-0                         | Sandra Reynolds-Price                           |               |                     |
| 4 luglio  | Torneo di Wimbledon 1960 Wimbledon, Gran Bretagna Erba Singolare - Doppio                             | Maria Ester Bueno Darlene Hard 6-4 6-0             | Sandra Reynolds-Price Renee Schuurman           |               |                     |
| 9 luglio  | Swedish International Hard Court Championships 1960 Båstad, Svezia Singolare - Doppio                 | Lea Pericoli 3-6 7-5 6-2                           | Silvana Lazzarino                               |               |                     |
| 9 luglio  | Swedish International Hard Court Championships 1960 Båstad, Svezia Singolare - Doppio                 | Silvana Lazzarino Lea Pericoli 6-3 6-4             | Maria Ayala K Hormsa                            |               |                     |
| 9 luglio  | Irish Championships 1960 Dublino, Irlanda Erba Singolare - Doppio                                     | Dorothy Knode-Head 6-4 6-2                         | Ruia Morrison-Davy                              |               |                     |
| 9 luglio  | Irish Championships 1960 Dublino, Irlanda Erba Singolare - Doppio                                     | Laura Lou Bryan Dorothy Knode-Head 7-5 4-6 6-1     | Robin Blakelock-Lloyd Deidre Catt               |               |                     |
| 9 luglio  | Midland Counties Championships 1960 Birmingham, Gran Bretagna Erba Singolare - Doppio                 | Angela Mortimer 6-0 6-1                            | Margaret Hellyer                                |               |                     |
| 9 luglio  | Midland Counties Championships 1960 Birmingham, Gran Bretagna Erba Singolare - Doppio                 | Margaret Hellyer Angela Mortimer 6-3 6-2           | Heather Brewer-Segal Hazel Cheadle              |               |                     |
| 9 luglio  | Scottish Championships 1960 Edimburgo, Gran Bretagna Erba Singolare - Doppio                          | Joyce Barclay-Williams-Hume 9-7 1-6 6-1            | Anne McAlpine                                   |               |                     |
| 9 luglio  | Scottish Championships 1960 Edimburgo, Gran Bretagna Erba Singolare - Doppio                          | B Carmichael Mackay 5-7 7-5 6-3                    | J Knox B Paterson                               |               |                     |
| 9 luglio  | Nottinghamshire Championships 1960 Nottingham, Gran Bretagna Erba Singolare - Doppio                  | Lynn Hutchings 6-4 6-3                             | Pauline Roberts                                 |               |                     |
| 9 luglio  | Nottinghamshire Championships 1960 Nottingham, Gran Bretagna Erba Singolare - Doppio                  | Pauline Roberts Pat Wheeler 6-4 6-4                | Margaret Hunt Lynn Hutchings                    |               |                     |
| 10 luglio | Tri-State Championships 1960 Cincinnati, USA Terra rossa Singolare - Doppio                           | Carol Hanks-Aucamp 6-2 4-6 6-3                     | Farel Footman                                   |               |                     |
| 10 luglio | Tri-State Championships 1960 Cincinnati, USA Terra rossa Singolare - Doppio                           | Justina Bricka-Horwitz Carol Hanks-Aucamp 6-3 6-4  | Farel Footman Linda Nein                        |               |                     |
| 10 luglio | Criterium French Second Series 1960 Parigi, Francia Singolare - Doppio                                | Jeanine Lieffrig                                   | Françoise Dürr                                  |               |                     |
| 10 luglio | Criterium French Second Series 1960 Parigi, Francia Singolare - Doppio                                |                                                    |                                                 |               |                     |
| 10 luglio | Cologne International 1960 Colonia, Germania Singolare - Doppio                                       | Ann Haydon Jones walkover                          | Sandra Reynolds-Price                           |               |                     |
| 10 luglio | Cologne International 1960 Colonia, Germania Singolare - Doppio                                       | Edda Buding Ann Haydon walkover                    | Sandra Reynolds-Price Renee Schuurman           |               |                     |
| 10 luglio | Torneo di La Jolla 1960 La Jolla, USA Cemento Singolare - Doppio                                      | Dorothy Bundy Cheney 6-1 6-3                       | Judy Minna                                      |               |                     |
| 10 luglio | Torneo di La Jolla 1960 La Jolla, USA Cemento Singolare - Doppio                                      | Dorothy Bundy Cheney Olerich 6-1 6-2               | Pat Cody Pattee                                 |               |                     |
| 12 luglio | Beerschot International 1960 Anversa, Belgio Terra rossa Singolare - Doppio                           | Maria Esther Bueno 10-9 (titolo condiviso)         | Darlene Hard                                    |               |                     |
| 12 luglio | Beerschot International 1960 Anversa, Belgio Terra rossa Singolare - Doppio                           |                                                    |                                                 |               |                     |
| 15 luglio | Welsh Championships 1960 Newport, Gran Bretagna Erba Singolare - Doppio                               | Angela Mortimer 11-9 6-3                           | Bernice Carr-Vukovich                           |               |                     |
| 15 luglio | Welsh Championships 1960 Newport, Gran Bretagna Erba Singolare - Doppio                               | Angela Mortimer Bernice Carr-Vukovich 6-1 6-1      | Rita Bentley Jill Rook Mills                    |               |                     |
| 16 luglio | Hungarian International Championships 1960 Budapest, Ungheria Singolare - Doppio                      | Zsuzsa Körmöczy 1-6 8-6 8-6                        | Ann Haydon Jones                                |               |                     |
| 16 luglio | Hungarian International Championships 1960 Budapest, Ungheria Singolare - Doppio                      | Zsuzsa Körmöczy Ann Haydon Jones 6-3 6-2           | Klara Bardoczi Zsofia Broszman                  |               |                     |
| 16 luglio | Essex Championships 1960 Frinton, Gran Bretagna Erba Singolare - Doppio                               | Deidre Catt 6-2 6-4                                | Pat Hird                                        |               |                     |
| 16 luglio | Essex Championships 1960 Frinton, Gran Bretagna Erba Singolare - Doppio                               | Pat Hird Caroline Yates-Bell 6-4 6-4               | Deidre Catt Marlene Gerson                      |               |                     |
| 16 luglio | North of England Championships 1960 Hoylake, Gran Bretagna Singolare - Doppio                         | Renee Schuurman 6-3 7-5                            | Sheila Armstrong                                |               |                     |
| 16 luglio | North of England Championships 1960 Hoylake, Gran Bretagna Singolare - Doppio                         | Sheila Armstrong Renee Schuurman 6-1 6-1           | Georgie Cox Margaret O'Donnell                  |               |                     |
| 17 luglio | Düsseldorf Championships 1960 Düsseldorf, Germania Terra rossa Singolare - Doppio                     | Maria Esther Bueno 6-1 6-4                         | Edda Buding                                     |               |                     |
| 17 luglio | Düsseldorf Championships 1960 Düsseldorf, Germania Terra rossa Singolare - Doppio                     | Edda Buding Dottie Knode                           | Margaret Hellyer Yola Ramírez                   |               |                     |
| 17 luglio | Western Championships 1960 Indianapolis, USA Singolare - Doppio                                       | Sue Hodgman 6-1 6-2                                | Farel Footman                                   |               |                     |
| 17 luglio | Western Championships 1960 Indianapolis, USA Singolare - Doppio                                       | Farel Footman Linda Vail 4-6 6-1 9-7               | Sue Metzger Sue Hodgman                         |               |                     |
| 18 luglio | South Queensland Championships 1960 Ipswich, Australia Singolare - Doppio                             | Robyn Ebbern 6-4 6-4                               | Madonna Schacht                                 |               |                     |
| 18 luglio | South Queensland Championships 1960 Ipswich, Australia Singolare - Doppio                             |                                                    |                                                 |               |                     |
| 18 luglio | Czechoslovakian International Championships 1960 Praga, Cecoslovacchia Terra rossa Singolare - Doppio | Vera Sukova Puzejova 6-4 6-2                       | Jan Lehane                                      |               |                     |
| 18 luglio | Czechoslovakian International Championships 1960 Praga, Cecoslovacchia Terra rossa Singolare - Doppio | Mary Bevis-Hawton Jan Lehane 6-3 8-6               | Vera Sukova Puzejova O Siroka                   |               |                     |
| 23 luglio | Middle States Grass Court Championships 1960 Filadelfia, USA Erba Singolare - Doppio                  | Margaret Varner Bloss 6-0 3-6 6-3                  | Margaret Osborne                                |               |                     |
| 23 luglio | Middle States Grass Court Championships 1960 Filadelfia, USA Erba Singolare - Doppio                  | Margaret Varner Bloss Margaret Osborne 6-2 6-2     | Belmar Gunderson Bunny Vosters                  |               |                     |
| 24 luglio | Swiss International Championships 1960 Gstaad, Svizzera Terra rossa Singolare - Doppio                | Maria Esther Bueno 6-2 6-3                         | Sandra Reynolds-Price                           |               |                     |
| 24 luglio | Swiss International Championships 1960 Gstaad, Svizzera Terra rossa Singolare - Doppio                | Edda Buding Christiane Mercelis 7-5 4-6 6-2        | Marie Odile Bouchet Jacqueline Rees-Lewis Vives |               |                     |
| 24 luglio | Swiss International Championships 1960 Gstaad, Svizzera Terra rossa Singolare - Doppio                | Maria Bueno Nicola Pietrangeli 6-2 6-3             | Edda Buding Don Candy                           |               |                     |
| 24 luglio | US Clay Court Championships 1960 River Forest, USA Terra rossa Singolare - Doppio                     | Dorothy Knode-Head 6-3 6-4                         | Gwen Thomas                                     |               |                     |
| 24 luglio | US Clay Court Championships 1960 River Forest, USA Terra rossa Singolare - Doppio                     | Darlene Hard Billie Jean King 6-3 6-4              | Justina Bricka Carol Hanks-Aucamp               |               |                     |
| 24 luglio | Torneo di La Baule 1960 La Baule, Francia Singolare - Doppio                                          | Paule Courteix 1-6 6-3 6-3                         | Florence de la Courtie                          |               |                     |
| 24 luglio | Torneo di La Baule 1960 La Baule, Francia Singolare - Doppio                                          |                                                    |                                                 |               |                     |
| 25 luglio | Torneo di Le Touquet 1960 Le Touquet, Francia Singolare - Doppio                                      | Florence de la Courtie 7-5 7-5                     | Jeanine Lieffrig                                |               |                     |
| 25 luglio | Torneo di Le Touquet 1960 Le Touquet, Francia Singolare - Doppio                                      |                                                    |                                                 |               |                     |
| 26 luglio | Torneo di Montlucon 1960 Montluçon, Francia Singolare - Doppio                                        | Norma Marsh 6-0 6-3                                | Canque                                          |               |                     |
| 26 luglio | Torneo di Montlucon 1960 Montluçon, Francia Singolare - Doppio                                        |                                                    |                                                 |               |                     |
| 30 luglio | Torneo di Bedford 1960 Bedford, Gran Bretagna Singolare - Doppio                                      | Angela Mortimer 6-2 6-1                            | Shirley Bloomer-Brasher                         |               |                     |
| 30 luglio | Torneo di Bedford 1960 Bedford, Gran Bretagna Singolare - Doppio                                      | Shirley Brasher Angela Mortimer 6-1 6-0            | Mrs Bean Dickerson                              |               |                     |
| 31 luglio | Dutch International Championships 1960 Hilversum, Paesi Bassi Terra rossa Singolare - Doppio          | Bernice Carr-Vukovich 6-0 6-1                      | Renee Schuurman                                 |               |                     |
| 31 luglio | Dutch International Championships 1960 Hilversum, Paesi Bassi Terra rossa Singolare - Doppio          | Margaret Hunt Lynne Hutchings 6-1 6-0              | Renee Schurrman Bernice Vukovich                |               |                     |
| 31 luglio | Pennsylvania Lawn Tennis Championship 1960 Filadelfia, USA Erba Singolare - Doppio                    | Mimi Arnold 6-1 6-2                                | Margaret Osborne                                |               |                     |
| 31 luglio | Pennsylvania Lawn Tennis Championship 1960 Filadelfia, USA Erba Singolare - Doppio                    | Margaret Osborne Margaret Varner Bloss 4-6 6-4 6-2 | Karen Hantze Susman Janet Hopps Adkisson        |               |                     |
| 31 luglio | Pennsylvania Lawn Tennis Championship 1960 Filadelfia, USA Erba Singolare - Doppio                    | Doppio misto: Karen Hantze Rod Susman 8-6 5-7 6-3  | Kathy Chabot Donald Dell                        |               |                     |

### Agosto
| Settimana | Torneo                                                                                          | Vincitore                                                | Finalista                             | Semifinalisti | Eliminati ai quarti |
| --------- | ----------------------------------------------------------------------------------------------- | -------------------------------------------------------- | ------------------------------------- | ------------- | ------------------- |
| agosto    | Natal Championships 1960 Durban, Sudafrica Cemento Singolare - Doppio                           | Estelle van Tonder-Dellar 6-2 6-3                        | Annette Van Zyl                       |               |                     |
| agosto    | Natal Championships 1960 Durban, Sudafrica Cemento Singolare - Doppio                           |                                                          |                                       |               |                     |
| agosto    | Moscow International 1960 Mosca, URSS Singolare - Doppio                                        | Anna Dmitrieva Tolstoy 6-2 6-4                           | Elgrova                               |               |                     |
| agosto    | Moscow International 1960 Mosca, URSS Singolare - Doppio                                        | Anna Dmitrieva Irena Ryazanova 6-4 6-4                   | Filippova Preobrazenskaya             |               |                     |
| 5 agosto  | Torneo di Evian 1960 Évian-les-Bains, Francia Singolare - Doppio                                | Norma Marsh 6-3 6-1                                      | Jacqueline Rees-Lewis Vives           |               |                     |
| 5 agosto  | Torneo di Evian 1960 Évian-les-Bains, Francia Singolare - Doppio                                |                                                          |                                       |               |                     |
| 7 agosto  | Belgian International Championships 1960 Knokke-Le Zoute, Belgio Singolare - Doppio             | Christine Truman 6-1 2-6 6-3                             | Christiane Mercelis                   |               |                     |
| 7 agosto  | Belgian International Championships 1960 Knokke-Le Zoute, Belgio Singolare - Doppio             | Christine Truman Christiane Mercelis 6-3 6-3             | Margaret Hellyer Jenny Hoad           |               |                     |
| 7 agosto  | Philadelphia Germantown District Championships 1960 Filadelfia, USA Erba Singolare - Doppio     | Billie Jean King 6-1 6-0                                 | Carole Caldwell Graebner              |               |                     |
| 7 agosto  | Philadelphia Germantown District Championships 1960 Filadelfia, USA Erba Singolare - Doppio     | Kathy Chabot Karen Hantze Susman 4-6 6-3 6-4             | Belmar Gunderson Donna Floyd-Fales    |               |                     |
| 7 agosto  | Philadelphia Germantown District Championships 1960 Filadelfia, USA Erba Singolare - Doppio     | Doppio misto: Marilyn Montgomery Fritz Klein 5-7 8-6 6-3 | Pat Deacon Ed Dailey                  |               |                     |
| 8 agosto  | Brumana International 1960 Brummana, Libano Terra rossa Singolare - Doppio                      | Sandra Reynolds-Price                                    | Renee Schuurman                       |               |                     |
| 8 agosto  | Brumana International 1960 Brummana, Libano Terra rossa Singolare - Doppio                      |                                                          |                                       |               |                     |
| 8 agosto  | Brumana International 1960 Brummana, Libano Terra rossa Singolare - Doppio                      | Doppio misto: Sandra Reynolds Ian Vermaak                | Renee Schuurman Albert Gaertner       |               |                     |
| 8 agosto  | Torneo di Dinard 1960 Dinard, Francia Singolare - Doppio                                        | Norma Marsh 7-5 6-0                                      | Anne-Marie Seghers                    |               |                     |
| 8 agosto  | Torneo di Dinard 1960 Dinard, Francia Singolare - Doppio                                        |                                                          |                                       |               |                     |
| 9 agosto  | German Championships 1960 Amburgo, Germania Terra rossa Singolare - Doppio                      | Sandra Reynolds-Price 7-5 8-6                            | Maria Esther Bueno                    |               |                     |
| 9 agosto  | German Championships 1960 Amburgo, Germania Terra rossa Singolare - Doppio                      | Christine Truman Edda Buding 6-4 5-7 6-0                 | Sandra Reynolds-Price Renee Schuurman |               |                     |
| 9 agosto  | German Championships 1960 Amburgo, Germania Terra rossa Singolare - Doppio                      | Doppio misto: Sandra Reynolds Ian Vermaak                |                                       |               |                     |
| 13 agosto | Torneo di Cranleigh 1960 Cranleigh, Gran Bretagna Erba Singolare - Doppio                       | Shirley Bloomer-Brasher                                  | Caroline Yates-Bell                   |               |                     |
| 13 agosto | Torneo di Cranleigh 1960 Cranleigh, Gran Bretagna Erba Singolare - Doppio                       | Shirley Bloomer-Brasher Caroline Yates-Bell 6-0 6-0      | Turnbull Wright                       |               |                     |
| 14 agosto | Eastern Grass Court Championships 1960 Orange, USA Erba Singolare - Doppio                      | Karen Hantze Susman 6-1 6-3                              | Nancy Richey                          |               |                     |
| 14 agosto | Eastern Grass Court Championships 1960 Orange, USA Erba Singolare - Doppio                      | Carol Hanks-Aucamp Janet Hopps Adkisson 6-4 6-3          | Deidre Catt Ann Haydon Jones          |               |                     |
| 14 agosto | Bavarian Championships 1960 Monaco di Baviera, Germania Singolare - Doppio                      | Buding                                                   | non conosciuta (bandiera)             |               |                     |
| 14 agosto | Bavarian Championships 1960 Monaco di Baviera, Germania Singolare - Doppio                      |                                                          |                                       |               |                     |
| 15 agosto | St Moritz Kulm Carlton 1960 Sankt Moritz, Svizzera Terra rossa Singolare - Doppio               | Doris Schuster 9-7 2-6 6-1                               | Pat Ward-Hales                        |               |                     |
| 15 agosto | St Moritz Kulm Carlton 1960 Sankt Moritz, Svizzera Terra rossa Singolare - Doppio               |                                                          |                                       |               |                     |
| 15 agosto | St Moritz Kulm Carlton 1960 Sankt Moritz, Svizzera Terra rossa Singolare - Doppio               | Doppio misto: Pat Hales Bailey 6-2 7-5                   | Schultheiss Dora Schuster             |               |                     |
| 20 agosto | St Moritz Suvretta 1960 Sankt Moritz, Svizzera Terra rossa Singolare - Doppio                   | Pat Ward-Hales 6-4 7-5                                   | Doris Schuster                        |               |                     |
| 20 agosto | St Moritz Suvretta 1960 Sankt Moritz, Svizzera Terra rossa Singolare - Doppio                   |                                                          |                                       |               |                     |
| 20 agosto | St Moritz Suvretta 1960 Sankt Moritz, Svizzera Terra rossa Singolare - Doppio                   | Doppio misto: Pat Hales Bob Howe 6-2 6-1                 | Rita Bentley Alan Bailey              |               |                     |
| 21 agosto | Istanbul International Championships 1960 Istanbul, Turchia Terra rossa Singolare - Doppio      | Sandra Reynolds-Price 8-6 6-3                            | Renee Schuurman                       |               |                     |
| 21 agosto | Istanbul International Championships 1960 Istanbul, Turchia Terra rossa Singolare - Doppio      |                                                          |                                       |               |                     |
| 21 agosto | Istanbul International Championships 1960 Istanbul, Turchia Terra rossa Singolare - Doppio      | Doppio misto: Sandra Reynolds Ian Vermaak                | Caroline Yates Bell John Pearce       |               |                     |
| 21 agosto | Essex County Championships 1960 Manchester, USA Erba Singolare - Doppio                         | Ann Haydon Jones 6-3 2-6 6-1                             | Darlene Hard                          |               |                     |
| 21 agosto | Essex County Championships 1960 Manchester, USA Erba Singolare - Doppio                         | Ann Haydon Jones Janet Hopps Adkisson 2-6 6-1 6-4        | Maria Ester Bueno Darlene Hard        |               |                     |
| 21 agosto | Essex County Championships 1960 Manchester, USA Erba Singolare - Doppio                         | Doppio misto: Carol Hanks Appleton King 6-4 8-6          | Belmar Gunderson Hans Eston           |               |                     |
| 23 agosto | Torneo di Biarritz 1960 Biarritz, Francia Singolare - Doppio                                    | Norma Marsh 6-2 6-1                                      | Susan Patridge Chatrier               |               |                     |
| 23 agosto | Torneo di Biarritz 1960 Biarritz, Francia Singolare - Doppio                                    |                                                          |                                       |               |                     |
| 23 agosto | Alpenland Championships 1960 Kitzbühel, Austria Singolare - Doppio                              | Angela Mortimer 6-3 6-0                                  | Rita Bentley                          |               |                     |
| 23 agosto | Alpenland Championships 1960 Kitzbühel, Austria Singolare - Doppio                              | Rita Bentley Angela Mortimer 6-1 6-4                     | Josette Billaz Daniele Wild           |               |                     |
| 24 agosto | Austrian International Championships 1960 Pörtschach am Wörther See, Austria Singolare - Doppio | Angela Mortimer 6-2 6-1                                  | Vera Sukova Puzejova                  |               |                     |
| 24 agosto | Austrian International Championships 1960 Pörtschach am Wörther See, Austria Singolare - Doppio |                                                          |                                       |               |                     |
| 25 agosto | St Moritz Palace Hotel 1960 Sankt Moritz, Svizzera Terra rossa Singolare - Doppio               | Rita Bentley 2-6 6-0 6-1                                 | Jenny Trewby                          |               |                     |
| 25 agosto | St Moritz Palace Hotel 1960 Sankt Moritz, Svizzera Terra rossa Singolare - Doppio               |                                                          |                                       |               |                     |
| 25 agosto | St Moritz Palace Hotel 1960 Sankt Moritz, Svizzera Terra rossa Singolare - Doppio               | Doppio misto: Pat Hales Bob Howe 5-7 6-1 7-5             | Rita Bentley Sanders                  |               |                     |
| 28 agosto | Torneo di Estoril 1960 Estoril, Portogallo Terra rossa Singolare - Doppio                       | Josette Billaz 7-5 4-6 6-2                               | Margaret Hellyer                      |               |                     |
| 28 agosto | Torneo di Estoril 1960 Estoril, Portogallo Terra rossa Singolare - Doppio                       |                                                          |                                       |               |                     |
| 29 agosto | Torneo di Stresa 1960 Stresa, Italia Terra rossa Singolare - Doppio                             | Lea Pericoli 10-8 6-1                                    | Maria Teresa Riedl                    |               |                     |
| 29 agosto | Torneo di Stresa 1960 Stresa, Italia Terra rossa Singolare - Doppio                             |                                                          |                                       |               |                     |

### Settembre
| Settimana    | Torneo                                                                                         | Vincitore                                          | Finalista                         | Semifinalisti | Eliminati ai quarti |
| ------------ | ---------------------------------------------------------------------------------------------- | -------------------------------------------------- | --------------------------------- | ------------- | ------------------- |
| settembre    | Southern Transvaal Championships 1960 Johannesburg, Sudafrica Cemento Singolare - Doppio       | Joan Cross 6-4 7-5                                 | Lynn Hutchings                    |               |                     |
| settembre    | Southern Transvaal Championships 1960 Johannesburg, Sudafrica Cemento Singolare - Doppio       | Margaret Hunt Lynn Hutcgings                       | Colleen Callanan                  |               |                     |
| 3 settembre  | Torneo di Lee-on-Solent 1960 Lee-on-the-Solent, Gran Bretagna Terra rossa Singolare - Doppio   | Rita Bentley 6-1 6-2                               | Waters                            |               |                     |
| 3 settembre  | Torneo di Lee-on-Solent 1960 Lee-on-the-Solent, Gran Bretagna Terra rossa Singolare - Doppio   | Sheila Bramley Sue Waters 6-4 6-0                  | Rita Bentley Howarth              |               |                     |
| 4 settembre  | Sydney Metropolitan Hard Court Championships 1960 Sydney, Australia Singolare - Doppio         | Lesley Turner Bowrey                               | Noelene Turner                    |               |                     |
| 4 settembre  | Sydney Metropolitan Hard Court Championships 1960 Sydney, Australia Singolare - Doppio         |                                                    |                                   |               |                     |
| 5 settembre  | Torneo di Santa Monica 1960 Santa Monica, USA Cemento Singolare - Doppio                       | Dorothy Bundy Cheney 9-7 7-5                       | Mandy Mandel                      |               |                     |
| 5 settembre  | Torneo di Santa Monica 1960 Santa Monica, USA Cemento Singolare - Doppio                       | Mandy Mandel Suzanne Mandel 4-6 6-3 6-0            | Jeanne Austin Pat Cody            |               |                     |
| 6 settembre  | Graz Tournament 1960 Graz, Austria Singolare - Doppio                                          | Yola Ramírez                                       | Vera Sukova Puzejova              |               |                     |
| 6 settembre  | Graz Tournament 1960 Graz, Austria Singolare - Doppio                                          |                                                    |                                   |               |                     |
| 6 settembre  | Torneo di Bilbao 1960 Bilbao, Spagna Terra rossa Singolare - Doppio                            | Lucia Bassi                                        | Beltrani                          |               |                     |
| 6 settembre  | Torneo di Bilbao 1960 Bilbao, Spagna Terra rossa Singolare - Doppio                            |                                                    |                                   |               |                     |
| 6 settembre  | Torneo di Bilbao 1960 Bilbao, Spagna Terra rossa Singolare - Doppio                            | Doppio misto: Lucia Bassi Ed Mandarino 7-5 6-3     | Ana-Maria Estalella Alan Lane     |               |                     |
| 8 settembre  | Brumana International 1960 Brummana, Libano Singolare - Doppio                                 | R. Abihatab 6-1 6-2                                | Haddad                            |               |                     |
| 8 settembre  | Brumana International 1960 Brummana, Libano Singolare - Doppio                                 |                                                    |                                   |               |                     |
| 11 settembre | Denver City Championships 1960 Denver, USA Cemento Singolare - Doppio                          | Carol Hanks-Aucamp 7-5 6-2                         | Justina Bricka-Horwitz            |               |                     |
| 11 settembre | Denver City Championships 1960 Denver, USA Cemento Singolare - Doppio                          |                                                    |                                   |               |                     |
| 13 settembre | Torneo di Baden-Baden 1960 Baden Baden, Germania Singolare - Doppio                            | Angela Mortimer 4-6 6-2 6-2                        | Yola Ramírez                      |               |                     |
| 13 settembre | Torneo di Baden-Baden 1960 Baden Baden, Germania Singolare - Doppio                            |                                                    |                                   |               |                     |
| 13 settembre | South of England Championships 1960 Eastbourne, Gran Bretagna Erba Singolare - Doppio          | Rita Bentley 6-4 6-2                               | Lorna Cawthorn                    |               |                     |
| 13 settembre | South of England Championships 1960 Eastbourne, Gran Bretagna Erba Singolare - Doppio          | Rita Bentley Pat Ward-Hales 7-5 6-2                | Elaine Shenton Pat Wheeler        |               |                     |
| 16 settembre | U.S. National Championships 1960 New York, USA Erba Singolare - Doppio                         | Darlene Hard 6-4 10-12 6-4                         | Maria Esther Bueno                |               |                     |
| 16 settembre | U.S. National Championships 1960 New York, USA Erba Singolare - Doppio                         | Maria Ester Bueno Darlene Hard 6-1, 6-1            | Deidre Catt Ann Haydon Jones      |               |                     |
| 17 settembre | Pacific Southwest Championships 1960 Los Angeles, USA Cemento Singolare - Doppio               | Ann Haydon Jones 6-4 6-3                           | Darlene Hard                      |               |                     |
| 17 settembre | Pacific Southwest Championships 1960 Los Angeles, USA Cemento Singolare - Doppio               | Darlene Hard Maria Ester Bueno 4-6 7-5 6-3         | Ann Haydon Jones Christine Truman |               |                     |
| 18 settembre | Pacific Coast Championships 1960 Berkeley, USA Cemento Singolare - Doppio                      | Darlene Hard 6-2 6-3                               | Ann Haydon Jones                  |               |                     |
| 18 settembre | Pacific Coast Championships 1960 Berkeley, USA Cemento Singolare - Doppio                      | Darlene Hard Maria Ester Bueno 6-2 6-2             | Christine Truman Ann Haydon Jones |               |                     |
| 18 settembre | Bratislava International 1960 Bratislava, Cecoslovacchia Terra rossa Singolare - Doppio        | Angela Mortimer 6-1 6-4                            | Vera Sukova Puzejova              |               |                     |
| 18 settembre | Bratislava International 1960 Bratislava, Cecoslovacchia Terra rossa Singolare - Doppio        |                                                    |                                   |               |                     |
| 18 settembre | Bratislava International 1960 Bratislava, Cecoslovacchia Terra rossa Singolare - Doppio        | Doppio misto: Vera Puzejova Jiri Javorsky          | Angela Mortimer Bob Howe          |               |                     |
| 18 settembre | Canadian Championships 1960 Toronto, Canada Terra rossa Singolare - Doppio                     | Donna Floyd-Fales 7-5 6-2                          | Ann Barclay                       |               |                     |
| 18 settembre | Canadian Championships 1960 Toronto, Canada Terra rossa Singolare - Doppio                     | Donna Floyd-Fales Belmar Gunderson 7-5 6-3         | Barbara Benigni Deidre Catt       |               |                     |
| 25 settembre | Coupe Porée 1960 Parigi, Francia Terra rossa Singolare - Doppio                                | Maria Ayala 6-2 6-3                                | N. Huve                           |               |                     |
| 25 settembre | Coupe Porée 1960 Parigi, Francia Terra rossa Singolare - Doppio                                | Marie Odile Bouchet Florence de la Courtie 6-3 9-7 | Coste Solange Galtier             |               |                     |
| 26 settembre | Portuguese International Championships 1960 Cascais, Portogallo Terra rossa Singolare - Doppio | Sheila Armstrong 6-4 10-8                          | Pat Ward-Hales                    |               |                     |
| 26 settembre | Portuguese International Championships 1960 Cascais, Portogallo Terra rossa Singolare - Doppio |                                                    |                                   |               |                     |
| 26 settembre | Portuguese International Championships 1960 Cascais, Portogallo Terra rossa Singolare - Doppio | Doppio misto: Pat Hales Jaroslav Drobny 6-0 6-0    | P Cohen Patricio Rodríguez        |               |                     |

### Ottobre
| Settimana   | Torneo                                                                                       | Vincitore                                   | Finalista                              | Semifinalisti | Eliminati ai quarti |
| ----------- | -------------------------------------------------------------------------------------------- | ------------------------------------------- | -------------------------------------- | ------------- | ------------------- |
| ottobre     | Rio de Janeiro Tournament 1960 Rio de Janeiro, Brasile Terra rossa Singolare - Doppio        | Darlene Hard 6-3 6-2                        | Ann Haydon Jones                       |               |                     |
| ottobre     | Rio de Janeiro Tournament 1960 Rio de Janeiro, Brasile Terra rossa Singolare - Doppio        | Ann Hayodn Christine Truman 7-5 6-2         | Maria Bueno Darlene Hard               |               |                     |
| 2 ottobre   | Barcelona Fall Tournament 1960 Barcellona, Spagna Terra rossa Singolare - Doppio             | Pauline Roberts                             | Sheila Armstrong                       |               |                     |
| 2 ottobre   | Barcelona Fall Tournament 1960 Barcellona, Spagna Terra rossa Singolare - Doppio             | Sheila Armstrong Pauline Roberts 6-2 6-4    | Ana Maria Estalella Carmen Hernández   |               |                     |
| 2 ottobre   | Southwestern Championships 1960 El Paso, USA Singolare - Doppio                              | Nancy Richey 6-0 6-1                        | Neeld                                  |               |                     |
| 2 ottobre   | Southwestern Championships 1960 El Paso, USA Singolare - Doppio                              | Nancy Neeld Nancy Richey 6-2 6-2            | Nancy Pennio E Provencio               |               |                     |
| 3 ottobre   | ACT Championships 1960 Canberra, Australia Singolare - Doppio                                | Lesley Turner 6-1 6-4                       | Patricia McClenaughan-Faulkner         |               |                     |
| 3 ottobre   | ACT Championships 1960 Canberra, Australia Singolare - Doppio                                | Lorraine Plummer Lesley Turner              | Janet Mills Wise                       |               |                     |
| 3 ottobre   | Auckland Roman Cathlic Invitation 1960 Auckland, Nuova Zelanda Singolare - Doppio            | M.A. Smith 6-2 6-4                          | Ruia Morrison-Davy                     |               |                     |
| 3 ottobre   | Auckland Roman Cathlic Invitation 1960 Auckland, Nuova Zelanda Singolare - Doppio            | Patsy Belton O Carroll 10-8 6-3             | V Fladgate Ann Smith                   |               |                     |
| 9 ottobre   | Glen Iris Invitational 1960 Melbourne, Australia Singolare - Doppio                          | Beverly Mance Rae 6-2 6-3                   | Maureen McCalman Pratt                 |               |                     |
| 9 ottobre   | Glen Iris Invitational 1960 Melbourne, Australia Singolare - Doppio                          | Robin Lesh Bev Rae 8-6 6-2                  | Margot Rayson Loris Southam            |               |                     |
| 9 ottobre   | South Coast Championships 1960 Southport, Australia Singolare - Doppio                       | Robyn Ebbern 6-2 6-2                        | Fay Toyne-Moore                        |               |                     |
| 9 ottobre   | South Coast Championships 1960 Southport, Australia Singolare - Doppio                       | Robyn Ebbern Madonna Schacht 3-6 6-3 6-1    | Fay Muller J Gray                      |               |                     |
| 9 ottobre   | Tuscaloosa Grass Court Invitation 1960 Tuscaloosa, USA Erba Singolare - Doppio               | Donna Floyd-Fales 6-3 6-2                   | Laura Lou Bryan                        |               |                     |
| 9 ottobre   | Tuscaloosa Grass Court Invitation 1960 Tuscaloosa, USA Erba Singolare - Doppio               |                                             |                                        |               |                     |
| 15 ottobre  | Sao Paolo Tournament 1960 San Paolo, Brasile Terra rossa Singolare - Doppio                  | Maria Esther Bueno 6-2 6-0                  | Ann Haydon Jones                       |               |                     |
| 15 ottobre  | Sao Paolo Tournament 1960 San Paolo, Brasile Terra rossa Singolare - Doppio                  | Maria Bueno Darlene Hard 6-4 6-4            | Ann Haydon Christine Truman            |               |                     |
| 1-6 ottobre | Sydney Metropolitan Grass Court Championships 1960 Sydney, Australia Erba Singolare - Doppio | Lesley Turner Bowrey 6-0 6-4                | Noelene Turner                         |               |                     |
| 1-6 ottobre | Sydney Metropolitan Grass Court Championships 1960 Sydney, Australia Erba Singolare - Doppio | Lesley Turner Bowrey Noelene Turner 6-4 6-1 | M. Ferguson M. Miller                  |               |                     |
| 23 ottobre  | Queensland Hard Court Championships 1960 Kingaroy, Australia Singolare - Doppio              | Margaret Smith-Court 4-6 6-1 6-1            | Val Wicks                              |               |                     |
| 23 ottobre  | Queensland Hard Court Championships 1960 Kingaroy, Australia Singolare - Doppio              | J Gray Fay Robinson 6-2 6-1                 | Lorraine Robinson Margaret Smith Court |               |                     |
| 30 ottobre  | Moroccan International Championships 1960 Casablanca, Marocco Terra rossa Singolare - Doppio | Ann Haydon Jones 6-0 6-2                    | Jacqueline Rees-Lewis Vives            |               |                     |
| 30 ottobre  | Moroccan International Championships 1960 Casablanca, Marocco Terra rossa Singolare - Doppio |                                             |                                        |               |                     |

### Novembre
| Settimana   | Torneo                                                                                               | Vincitore                                            | Finalista                           | Semifinalisti | Eliminati ai quarti |
| ----------- | --- | ---------------------------------------------------- | ----------------------------------- | ------------- | ------------------- |
| 5 novembre  | Queensland Championships 1960 Brisbane, Australia Singolare - Doppio                                 | Margaret Smith-Court 10-8 6-1                        | Lesley Turner Bowrey                |               |                     |
| 5 novembre  | Queensland Championships 1960 Brisbane, Australia Singolare - Doppio                                 | Mary Carter-Reitano Margaret Smith-Court 12-10 6-3   | Lesley Turner Bowrey Noelene Turner |               |                     |
| 5 novembre  | Argentina International Championships 1960 Buenos Aires, Argentina Terra rossa Singolare - Doppio    | Nora Bonifacino-Somoza 7-5 6-4                       | Mabel Bove                          |               |                     |
| 5 novembre  | Argentina International Championships 1960 Buenos Aires, Argentina Terra rossa Singolare - Doppio    | Mabel Bove Graciela Lombardi 6-1 6-1                 | Julia Borzone Elena de Eguiguren    |               |                     |
| 5 novembre  | Palace Hotel Covered Court Championships 1960 Torquay, Gran Bretagna Campo indoor Singolare - Doppio | Ann Haydon Jones 6-4 6-2                             | Angela Mortimer                     |               |                     |
| 5 novembre  | Palace Hotel Covered Court Championships 1960 Torquay, Gran Bretagna Campo indoor Singolare - Doppio | Ann Haydon Jones Angela Mortimer 6-0 6-3             | Pat Hird Caroline Yates-Bell        |               |                     |
| 20 novembre | New South Wales Championships 1960 Sydney, Australia Erba Singolare - Doppio                         | Jan Lehane 6-1 6-3                                   | Margaret Smith-Court                |               |                     |
| 20 novembre | New South Wales Championships 1960 Sydney, Australia Erba Singolare - Doppio                         | Mary Carter-Reitano Margaret Smith-Court 6-3 7-9 6-2 | Lesley Turner Bowrey Noelene Turner |               |                     |

### Dicembre
| Settimana   | Torneo                                                                    | Vincitore                                            | Finalista                        | Semifinalisti | Eliminati ai quarti |
| ----------- | ------------------------------------------------------------------------- | ---------------------------------------------------- | -------------------------------- | ------------- | ------------------- |
| 3 dicembre  | Victorian Championships 1960 Melbourne, Australia Erba Singolare - Doppio | Lesley Turner Bowrey 4-6 9-7 6-3                     | Mary Carter-Reitano              |               |                     |
| 3 dicembre  | Victorian Championships 1960 Melbourne, Australia Erba Singolare - Doppio | Mary Carter-Reitano Margaret Smith-Court 3-6 6-0 6-4 | Mary Bevis-Hawton Jan Lehane     |               |                     |
| 11 dicembre | US Hard Court Championships 1960 La Jolla, USA Cemento Singolare - Doppio | Kathy Chabot 4-6 7-5 7-5                             | Karen Hantze Susman              |               |                     |
| 11 dicembre | US Hard Court Championships 1960 La Jolla, USA Cemento Singolare - Doppio | Carole Caldwell Graebner Kathy Chabot                | Barbara Browning Taylor          |               |                     |
| 14 dicembre | Coupe Albert Canet 1960 Parigi, Francia Campo indoor Singolare - Doppio   | Paule Courteix 6-4 6-2                               | Marie Odile Bouchet              |               |                     |
| 14 dicembre | Coupe Albert Canet 1960 Parigi, Francia Campo indoor Singolare - Doppio   | Marie-Odile Bouchet Flo de la Courtie 6-4 6-3        | Suzanne Le Besnerais Aline Nenot |               |                     |
| 26 dicembre | Border Championships 1960 East London, Sudafrica Singolare - Doppio       | Bernice Carr-Vukovich 6-3 6-3                        | Koortzen-Forbes                  |               |                     |
| 26 dicembre | Border Championships 1960 East London, Sudafrica Singolare - Doppio       | Margaret Hunt Lynn Hutchings 6-4 6-2                 | Marlene Gerson Sandra Reynolds   |               |                     |
| 31 dicembre | Royal South Yarra Tournament 1960 Melbourne, Australia Singolare - Doppio | Madonna Schacht                                      | Robyn Ebbern                     |               |                     |
| 31 dicembre | Royal South Yarra Tournament 1960 Melbourne, Australia Singolare - Doppio |                                                      |                                  |               |                     |